# Nyájimmunitás
A nyájimmunitás, vagy közösségi immunitás olyan immunitás egy fertőző betegséggel szemben, amely úgy jön létre, hogy a népesség egy bizonyos részének beoltása, vagy kigyógyulása védettséget biztosít a beoltatlanok számára is. Immunitás úgy is szerezhető, ha valaki megfertőződik egy kórokozóval és kigyógyul  a betegségből, ezért ha a népesség egy jelentős része megfertőződik és kigyógyul, a nyájimmunitás akár vakcina alkalmazása nélkül is kialakulhat. Egy népességben, azok az egyének, akik immunitást szereztek, nem járulnak hozzá a kórokozó továbbterjedéséhez, ilyen közösségben a fertőzésláncok nagyobb valószínűséggel szakadnak meg, a terjedés ezért lelassul, vagy meg is áll. A közösség minél több tagja szerez immunitást, annál kisebb a valószínűsége, hogy a többiek találkoznak a kórokozóval.
Hogy a népesség mekkora részének kell átfertőződnie, illetve védőoltást kapnia a nyájimmunitás kialakulásához, az az adott kórokozó fertőzőképességétől függ. A Covid19-pandémia esetében 70 százalékra becsülik, de nem lehet pontosan megmondani.

## A nyájimmunitás és az oltások

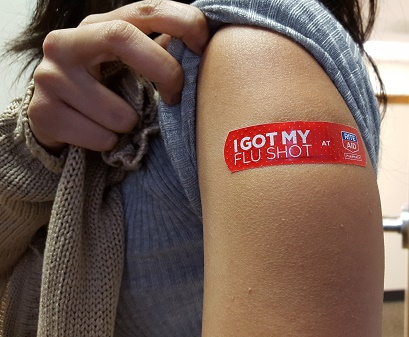
Fiatal nő mutatja az influenza védőoltásának helyét, miután beoltották egy gyógyszertárban, ahol engedélyezett a gyógyszerészek oltási tevékenysége (2015)

A nyájimmunitás elmélete szerint az emberről emberre terjedő betegségek számára nehezebb fenntartani a fertőzésláncot, ha a népesség jelentős része immunis. Minél nagyobb egy populációban az immunis egyének száma, annál kisebb a valószínűsége, hogy egy egészséges ember egy fertőzöttel kerüljön kapcsolatba.
Egy vakcina hatékonysága attól függ, milyen immunreakció fejlődik ki a páciensben. Ehhez hozzátartozik az is, hogy a veleszületett immunválaszon felül milyen hosszú távra „emlékező” B-sejtek és T-sejtek képződnek. Van, hogy a vakcinában lévő antigén nem gerjeszt immunválaszt. Ebben az esetben új, erősebb vakcinára van szükség.
Az oltás egyfajta tűzgát a betegség útjában, ami lelassítja vagy megelőzi a továbbterjedését. Például „A” beteg, és kapcsolatba kerül „B”-vel, aki azonban nem fertőződik meg, mert beoltották és immunitást szerzett, így „C”-vel kapcsolatba kerülve nem adhatja át a betegséget neki. „C” tehát, bár nincs beoltva, „B” oltása révén „védettséget” szerzett. Ezen a módon használható a nyájimmunitás egy fertőző betegség terjedésének lassítására és a beoltatlanok védelmére. Ám mivel a népességnek csak egy viszonylag kis része maradhat beoltatlanul, az a legjobb megoldás, ha azok maradnak ki, akik amúgy sem kaphatnának biztonságosan oltást, például azért, mert immunrendellenességgel küzdenek, vagy szervátültetést kaptak stb.
Bizonyos átoltottsági arány esetén a betegség egyáltalán nem tud terjedni, így a betegség akár el is tűnhet egyes területekről, vagy az egész Földről. Ez történt például a himlővel.
Sok területről eltűnt a gyermekbénulás is; már csak Nigériában, Indiában, Afganisztánban és Pakisztánban van jelen. De ha egy szomszédos országban csökken az átoltottsági arány, akkor a betegség behurcolás révén újra megjelenik, így 2006-ban Namíbiában volt egy járvány.

## Fordítás
- Ez a szócikk részben vagy egészben  a   Herd immunity című angol Wikipédia-szócikk ezen változatának fordításán alapul.  Az eredeti cikk szerkesztőit annak laptörténete sorolja fel. Ez a jelzés csupán a megfogalmazás eredetét és a szerzői jogokat jelzi, nem szolgál a cikkben szereplő információk forrásmegjelöléseként.

## Külső hivatkozások
- Herd immunity lecture slide show
- Mathematical epidemiology information
- Changes In Population Parameters On The Herd Immunity Threshold
- Nyájimmunitás szimuláció